# Christian Springer (Kabarettist)

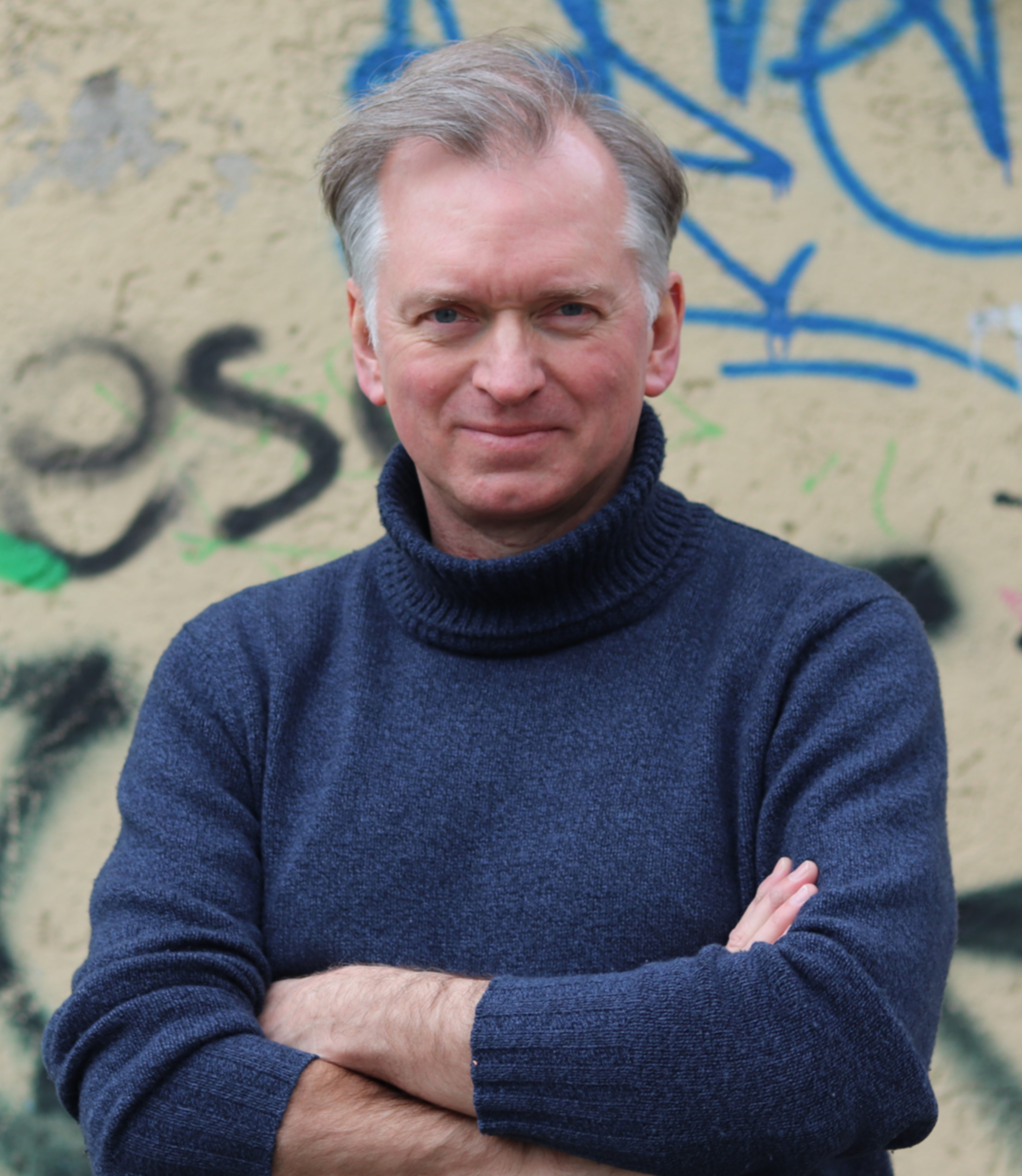
Christian Springer (2020)

Christian Springer (* 31. Dezember 1964 in München-Haidhausen) ist ein deutscher Kabarettist und Autor.

## Leben
Seine ersten Bühnenauftritte hatte Springer in den 1970er-Jahren im Münchner Nationaltheater als Mitglied des Kinderchors der Bayerischen Staatsoper (Hänsel und Gretel, Carmen). Bereits während seiner Schulzeit gründete er 1983 zusammen mit Andreas Rüttenauer und Helmut Schleich das Kabarett Fernrohr. Springer begann ein Studium in Semitistik, Philologie des christlichen Orients und Bayerische Literaturgeschichte an der LMU München, schloss das Studium aber nicht ab.
Gemeinsam mit Andreas Rüttenauer und Helmut Schleich hatten sie bis 1997 über tausend Auftritte im gesamten deutschsprachigen Raum und sie gehören zu den Mitbegründern des Münchner Kleinkunst-Nachwuchsfestivals Kabarett Kaktus. Seit 1998 tritt Christian Springer als Solokünstler auf. Zusammen mit Helmut Schleich war Springer als Heinzi und Kurti im Hörfunkprogramm Bayern 1 von 2003 bis 2011 zu hören.
Daneben war Springer Autor für Ottis Schlachthof (1997–2012) und in gleicher Funktion auch für den Bayerischen Kabarettpreis (1999–2002) und den Bayerischen Fernsehpreis (2001) tätig gewesen. Als Autor und Darsteller wirkte er beim Starkbieranstich auf dem Münchner Nockherberg (1999–2001) mit und zeichnete 2008 erstmals verantwortlich für die Fastenpredigt des neuen Bruder Barnabas, Michael Lerchenberg. Im März 2010 erklärten Springer und Lerchenberg, Letzterer zugleich Ko-Autor, ihren Rücktritt, nachdem heftige Kritik an einem KZ-Vergleich im Zusammenhang mit Guido Westerwelles strittigen Äußerungen zum Sozialstaat und dem Umgang mit Hartz-IV-Empfängern in ihrer Fastenpredigt laut geworden war. Von 2006 bis 2011 führte Springer beim Aschermittwoch der Kabarettisten als Moderator durch den Abend. Seit 2012 moderiert er gemeinsam mit Michael Altinger einmal im Monat die Nachfolgesendung von Ottis Schlachthof schlachthof im BR Fernsehen.
Christian Springers Feder entstammt die Figur des Fonsi (süddeutsch für Alfons). Als Kassenwart von Schloss Neuschwanstein gehören eine blaue Kassiereruniform und Aktentasche zu Fonsis Markenzeichen. Er interpretiert die Welt als mürrischer, aber liebenswerter Grantler. Als Fonsi spielt er neben Auftritten in zahlreichen BR-Produktionen seit 1999 auch den Wiesn-Kritiker im gleichen Sender. Außerdem hält er regelmäßig Rückschau in Nix für ungut, dem kabarettistischen Wochenrückblick des Bayerischen Fernsehens. 2008 war Springer zudem in einer kleinen Rolle als Kriminaloberrat Wellisch in der Tatort-Folge Der oide Depp zu sehen. 2007 spielte er einen Heimatpfleger im BR-Spielfilm Das große Hobeditzn.
Für das Kabarettprogramm Sand in der Wasserpfeife erhielt Springer 1999 den Goldenen Wiener Kleinkunstnagel. 2002 wurde er für seine Autorentätigkeit mit dem Kunstpreis Sigi-Sommer-Taler ausgezeichnet. Seit 2004 ist Springer Mitglied der Münchner Turmschreiber.
Christian Springers Interesse und Augenmerk gilt seit Jahren besonders Syrien, wo er häufig hinreist, wie es auch auf seiner Website deutlich wird. Dabei war es insbesondere der Umgang Syriens mit dem NS-Kriegsverbrecher Alois Brunner, der dazu führte, dass Springer nach dessen Aufenthaltsort forscht. 2006 berichtete Michaela Haas am 6. April in der Zeit über die Rechercheaktivitäten bezüglich Brunner in Syrien. Springer gelangte in den Besitz eines Testaments des angeblich 2001 gestorbenen Brunner.
Im Herbst 2011 erschien Christian Springers Buch Wo geht’s hier nach Arabien? im Blessing Verlag. Für die knapp 40 Kurzgeschichten über die Orientreisen prominenter Deutscher erhielt Springer im September 2011 den AZ-Stern der Woche.
2012 gründete er den Verein Orienthelfer. Er selbst und sein Freiwilligenteam fahren seit Dezember 2011 regelmäßig in den Libanon und nach Jordanien, um den Flüchtlingen, aber auch den Einheimischen dort zu helfen. Für dieses Engagement erhielt er am 23. Dezember 2012 den AZ-Stern des Jahres 2012 und am 30. November 2014 den Waldemar-von-Knoeringen-Preis.
2015 moderierte er zusammen mit Michael Altinger die Verleihung des Bayerischen Fernsehpreises.

## Fernsehen
- 1999–2014: Die Komiker (Comedy-Reihe mit Eva Mähl, Constanze Lindner, Monika Gruber und Michael Altinger), BR
- 2008: Der Bulle von Tölz: Bulle und Bär
- 2008: Tatort – Der oide Depp
- 2009: Tatort – Um jeden Preis
- 2012: Tatort – Der tiefe Schlaf
- seit 2013: Schlachthof (Nachfolgesendung zu Ottis Schlachthof, mit Michael Altinger), BR
- 2016: Der Schein des Geldes mit Christoph Süß, BR
- 2018: München Grill (Folge 1)

## Programme

### Solokabarett
- ab Herbst 2020: nicht egal!
- 2018–2020: Alle machen. Keiner tut was!
- 2016–2018: Trotzdem
- 2014–2016: Oben ohne
- 2011–2014: Jetzt reicht’s! …leider nicht für alle, als „Der Fonsi“, Regie: Harald Helfrich
- 2005: Das merkt doch keiner, als „Der Fonsi“, Regie: Georg Büttel
- 2004: Machts so weiter, als „Der Fonsi“
- 2001: Türschlosspanik, Regie: Claus Steigenberger
- 1999: Was Weiß Ferdl, Regie: Claus Steigenberger
- 1995: Sand in der Wasserpfeife

### Mit Constanze Lindner u.a.
- 2004: Das Schweigen der Rauten, Kabarettprogramm mit Christian Springer, Constanze Lindner, Tom Hake, Manfred Kempinger
- 2003: Sternhagelbairisch – Am Abgrund der Gemütlichkeit, Kabarettprogramm mit Christian Springer, Constanze Lindner, Tom Hake, Manfred Kempinger

### Duo mit Ecco Meineke
- 2000: Award
- 1997: StirningerMan

### Mit Helmut Schleich und Andreas Rüttenauer
- 1983–1994: Kabarett Fernrohr, Zehn Kabarettprogramme mit Helmut Schleich und Andreas Rüttenauer

## Diskografie
- 2001: Was Weiß Ferdl, WortArt, Köln
- 2002: Türschlosspanik, WortArt, Köln
- 2005: Der Fonsi, die Welt und die Wiesn, BRW-Records, München

## Veröffentlichungen
- Wer mag denn schon … d’Wiesn? Fonsi grantlt übers Oktoberfest, edition schulz, München, 2000, ISBN 3-932142-22-5.
- Wer mag denn schon … d’Promis? Fonsi grantlt über die Wichtigen, edition schulz, München, 2002, ISBN 3-932142-23-3.
- Fonsis boarisches Fuaßboi-Lexikon. Für Anfänga und Brofis und für de, de bloß mitredn mächtn, (Mit Franz Eder), Verlag Sankt Michaelsbund, München, 2006, ISBN 3-920821-87-4.
- Wo geht’s hier nach Arabien?, Karl Blessing Verlag, München, 2011, ISBN 3-89667-461-7.
- Nazi, komm raus! Wie ich dem Massenmörder Alois Brunner in Syrien auf der Spur war, Langen Müller Verlag, München, 2012, ISBN 978-3-7844-3313-4.
- Landesvater, cool down – Kabarettist an Seehofer. Eilt!, Christian Springer (cs.wort), München, 2015, ISBN 978-3-00-051424-1.
- Wir müssen Freiheit aushalten. Die 50. Münchner Kanzelrede, Christian Springer (cs.wort), München, 2017, ISBN 978-3-9818358-1-6.
- Die Antwort auf Söders Kreuz … ist 240 Jahre alt, Christian Springer (cs.wort), München, 2018, ISBN 978-3-9818358-2-3.
- Bitte sagen Sie die Klimakatastrophe morgen ab! Ich habe wichtige Termine. Christian Springer (cs.wort), München, 2020, ISBN 978-3-9818358-3-0.
- Ich und der Russe, Christian Springer (cs.wort), München, 2022, ISBN 978-3-9818358-5-4.

## Auszeichnungen
- 1999: Goldener Kleinkunstnagel
- 2002: Sigi-Sommer-Taler
- 2012: AZ-Stern des Jahres Sparte Engagement
- 2013: Bayerischer Kabarettpreis
- 2013: Kabarettpreis der Landeshauptstadt München
- 2014: Waldemar-von-Knoeringen-Preis der Georg-von-Vollmar-Akademie[6]
- 2015: Medaille für besondere Verdienste um Bayern in einem Vereinten Europa
- 2015: Bayerischer Poetentaler
- 2015: Rupert-Mayer-Medaille in Gold
- 2016: Toleranzpreis der Evangelischen Akademie Tutzing
- 2019: Bayerische Verfassungsmedaille in Silber
- 2019: München leuchtet in Gold